# Ali Mmadi
 (août 2024).
Ali Mmadi, né le 21 avril 1990 à Marseille, est un footballeur franco-comorien. Il évolue au poste d'attaquant au SR Colmar.

## Biographie

### Jeunesse
Né dans la commune de Tsingoni à Mayotte, Ali Mmadi grandit dans les Quartiers nord de Marseille. Passé par les équipes de jeunes de l'Entente sportive de Vitrolles, puis à Association sportive de Cannes Football où il reste deux saisons, il est ensuite repéré par le RC Lens. De cette dernière période, il dit : « J’ai joué une seule année, en 18 ans Nationaux, mais ça n’a pas marché, je n’ai pas réussi à m’adapter. C’est très dur de s’imposer là-bas. Si tu n’y vas pas avec un état d’esprit, c’est difficile, je ne l’avais pas, ils ne m’ont pas gardé. ».

### Evian Thonon Gaillard Football Club (2009-2013)
Après une année au centre de formation au RC Lens, Ali Mmadi se met vite à la recherche d'un club, jusqu'à ce qu'il vienne en Haute-Savoie pour un essai avec l'Évian Thonon Gaillard Football Club, sur conseil d'un de ses cousins résidant à Évian-les-Bains. L'essai est concluant et il entre dans l'équipe réserve.
Après un début de saison en division d'Honneur avec l'équipe réserve, il dispute trois matches avec l'équipe A en National (troisième division). Stéphane Paille, l’entraîneur d’alors, le sélectionne contre Feyzin en Coupe de France, Mmadi marque. À partir de ce match, il ne quitte plus le groupe de l’équipe première jusqu'à la fin de saison, synonyme d'accession en Ligue 2.
Au terme de la saison 2010-2011 (alors que Bernard Casoni, nouvel entraîneur, l'a conservé dans le groupe professionnel en début de saison), il termine meilleur buteur de l'équipe B (9 buts) et est même l'auteur d'un but en Ligue 2, à l'occasion de l'un de ses quatre matchs de la saison avec l'équipe fanion, le 27 mai (victoire 4-3 contre FC Metz). Le club finit alors champion de France de Ligue 2 et monte en Ligue 1.
Dans le championnat de Ligue 1 2011-2012, avec les absences, dès le début de saison, de plusieurs cadres de l'attaque savoyarde, Ali Mmadi est nommé titulaire pour le premier match du club en première division, le 6 juin 2011 au Stade Francis-Le Blé face au Stade brestois 29. Les Croix de Savoie sont auteurs d'un bon début de match et M'Madi est même buteur, servi par Éric Tié Bi. Ils se font rejoindre par les joueurs brestois et le match se termine sur le score de deux buts partout. Pendant cette période, Ali Mmadi devient aussi international comorien. Sa première sélection a lieu le 9 octobre 2010 (Comores-Mozambique 0-1). Durant le reste de la saison, il n'est utilisé que comme joker, ne marquant à nouveau qu'une fois dans la saison, en seizième de finale de coupe de France contre l'AS Valence le 21 janvier 2012.
La saison suivante, titulaire lors des troisièmes et quatrièmes journées, sous les ordres de Pablo Correa, à la suite de nombreuses blessures, il ne dispute ensuite plus aucun match avec les professionnels.

### Gazélec Football Club Ajaccio (2013-2015)
En 2013-2014, il est prêté au Gazélec Football Club Ajaccio, qui évolue alors en National. Il participe alors à la remontée du club en Ligue 2, puisque celui-ci termine à la troisième place en fin de saison. Ali Mmadi participe à  28 matchs de championnat et marque à trois reprises cette saison là.
La saison suivante, il est vendu au club corse où il était précédemment prêté et participe à nouveau à la bonne saison du club, qui se promeut en première division. À la fin de la saison, il n'est cependant pas conservé par le club, n'ayant été titulaire qu'à huit reprises.

### Grenoble Foot 38 et Maroc (2015-2017)
Le 20 juillet 2015, il signe à Grenoble en CFA, après deux essais non concluant en Ligue 2 du côté de Nîmes et chez le promu du Red Star.
Le 30 août 2016, rejoint le Chabab Rif Al Hoceima, club de première division marocaine.

### Villefranche Beaujolais (2017-2019)
En juin 2017, il fait son retour en France en signant au Football Club Villefranche Beaujolais qui évolue en National 2 (quatrième division). Il participe à la bonne saison du club qui se promeut en National (troisième division).

### Andrézieux-Bouthéon (2019-2020)
En juin 2019, il s'engage auprès de l'Association sportive forézienne Andrézieux-Bouthéon qui évolue en National 2 (quatrième division). M'Madi est alors présenté comme un « spécialiste de l'accession avec 5 montées au total au cours de sa carrière ».

### SR Colmar (Depuis 2024)
Le 17 juillet 2024, il s'engage avec le SR Colmar.

## Statistiques
| Saison                | Club                     | Championnat           | Championnat | Championnat | Coupe nationale | Coupe nationale | Coupe de la Ligue | Coupe de la Ligue | Comores | Comores | Total | Total |
| Saison                | Club                     | Division              | M.          | B.          | M.              | B.              | M.                | B.                | M.      | B.      | M.    | B.    |
| 2009-2010             | Évian Thonon Gaillard FC | 3                     | 2           | 0           | 2               | 1               | -                 | -                 | -       | -       | 4     | 1     |
| 2010-2011             | Évian Thonon Gaillard FC | 2                     | 3           | 1           | 1               | 0               | -                 | -                 | 2       | 0       | 6     | 1     |
| 2011-2012             | Évian Thonon Gaillard FC | 1                     | 14          | 1           | 2               | 1               | -                 | -                 | 3       | 0       | 19    | 2     |
| 2012-2013             | Évian Thonon Gaillard FC | 1                     | 2           | 0           | -               | -               | -                 | -                 | -       | -       | 2     | 0     |
| Sous-total            | Sous-total               | Sous-total            | 21          | 2           | 5               | 0               | -                 | -                 | 5       | 0       | 31    | 2     |
| 2013-2014             | Gazélec Ajaccio          | 3                     | 28          | 3           | -               | -               | 1                 | 0                 | 4       | 0       | 33    | 3     |
| 2014-2015             | Gazélec Ajaccio          | 2                     | 23          | 2           | 1               | 0               | 2                 | 0                 | -       | -       | 26    | 2     |
| Sous-total            | Sous-total               | Sous-total            | 51          | 5           | 1               | 0               | 3                 | 0                 | 4       | 0       | 59    | 5     |
| 2015-2016             | Grenoble Foot 38         | 4                     | 27          | 5           | 3               | 0               | -                 | -                 | 7       | 0       | 37    | 5     |
| 2016-2017             | CR Al Hoceima            | 1                     | 6           | 0           | -               | -               | -                 | -                 | 2       | 0       | 8     | 0     |
| 2017-2018             | FC Villefranche          | 4                     | 28          | 8           | 2               | 0               | -                 | -                 | -       | -       | 30    | 8     |
| 2018-2019             | FC Villefranche          | 3                     | 22          | 2           | 6               | 2               | -                 | -                 | 5       | 0       | 33    | 4     |
| Sous-total            | Sous-total               | Sous-total            | 50          | 10          | 8               | 2               | -                 | -                 | 5       | 0       | 63    | 12    |
| Total sur la carrière | Total sur la carrière    | Total sur la carrière | 155         | 22          | 17              | 3               | 3                 | 0                 | 23      | 0       | 198   | 25    |

## Palmarès
- Évian TGFC
  - Champion de National en 2010.
  - Champion de Ligue 2 en 2011.

- Gazélec Football Club Ajaccio
  - Troisième de National (accession en Ligue 2) en 2014
  - Vice-champion de Ligue 2 en 2015

- Grenoble Foot 38
  - Vice-champion du groupe B de CFA (quatrième division) en 2016

- FC Villefranche Beaujolais
  - Champion du groupe B de National 2 (accession en National) en 2018